# イタリア社会党
イタリア社会党 (イタリアしゃかいとう、イタリア語: Partito Socialista Italiano) は、イタリアにかつて存在した政党。略称はPSI。純然たる社会主義政党として設立されたが、後に議会制民主主義を肯定して社会民主主義政党となった。
1892年にジェノヴァ市で結党され、イタリア共産党に党勢を凌がれるまではイタリアにおける左翼の中心であった。第12代書記長ベッティーノ・クラクシの時代に最盛期を迎え、ソビエト連邦との関係解消やリベラル政党化を進めて、社会党中心の連立政権を樹立した。しかし冷戦後に発生した大規模な汚職摘発（タンジェントポリ）で多数の不正が明らかになり、戦前からの権威は完全に失墜した。
1994年11月13日、解党が議決されて102年間の歴史に幕を下ろし、党組織の残余はイタリア社会主義者へ引き継がれた。

## 概要
1890年代にイタリア社会党が議会進出を目指した時、前身政党の支持基盤のあるロンバルディア州とエミリア・ロマーニャ州でのみ選挙活動を行った。程なく全国政党としての組織を整え、トリノ・ジェノヴァ・ミラノ・ナポリなど労働者が集まる都市部で支持を伸ばした。エミリア・ロマーニャ州は特に社会党の支持が篤く、今日に至るまで社会主義系勢力の中心地と見られている。1900年の選挙では同州で20.2%の得票を集めているが、他にロンバルディア州やピエモンテ州でも一定の成功を収めた。1910年代の末にはイタリア全域に広がる党組織を保有するまでになったが、支持基盤はより早く党支部が設立された事もあって北部に偏っていた。
第一次世界大戦後、比例代表制が導入された1919年の総選挙では全国で32.0％を得票する圧勝となった。ピエモンテ州で49.7%、ロンバルディア州で45.9%、エミリア・ロマーニャ州で60.0%、トスカーナ州で41.7% 、ウンブリア州で46.5%を得票している。議会では156議席を配分され、これが結党から解散に至るまで社会党の最大議席数となった。党勢拡大の一方で党内では内紛が絶えず、社会党組織の分裂と退潮が続いた。イタリア共産党が分離するとピエモンテ州とトスカーナ州で10%程の支持を集め、これらの地域で社会党は大きな打撃を受けた。第二次世界大戦中のレジスタンス運動でも共産党に主導権を奪われ、大戦終結後に行われた1946年の選挙では野党第1党の地位を守ったものの、もはやエミリア・ロマーニャ州とトスカーナ州で支配的な政党ではなかった。
1948年の総選挙で社会党は共産党と国民民主戦線を立ち上げて人民戦線政府の成立を目指した。この試みはイタリア民主社会党の分離などによって失敗し、そればかりか共産党に議席を奪われる形で第2党の地位を失った。1953年の選挙では得票率が12.7%にまで後退したが、ロンバルディア州とヴェネト州ではまだ辛うじて共産党を上回っていた。だが両者の差は年を追う毎に大きくなり、1976年には共産党の34.4％に対して社会党は9.6％にまで落ち込み、かつての中心地だったエミリア・ロマーニャ州で5倍の得票差を付けられていた。
冷戦中期の社会党はピエモンテ州の北東部、ロンバルディア州の北部、ヴェネト州の北東部、フリウリ・ヴェネツィア・ジュリア州など一部地域ではまだ10%以上の支持率を集めていた。冷戦後半、共産党の躍進に危機感を覚えた右派政党と結んで反共主義を掲げ、南部で急速に支持を広げた。1987年の選挙ではカンパニア州で14.9％、プーリア州で15.3％、カラブリア州で16.9％、シチリア州で14.9％を獲得して全国得票率は14.3％に回復した。1992年の選挙で北部同盟が勢力を伸ばした事も、南部での支持から大きくは響かなかった。
冷戦後に政権与党との結びつきで大統領や首相を輩出するなど権勢を極めたが、タンジェントポリによって信頼は失墜した。1994年の選挙では得票率は2.19％に急落し、もはや党組織は維持できず社会党は解散された。後継政党として設立されたイタリア社会主義者、イタリア民主社会主義者、新イタリア社会党は主に南部に支持を持ち、2007年に再結党されたイタリア社会党もこの傾向を引き継いでいる。

## 党史

### 黎明期
| フィリッポ・トゥラーティとアンドレア・コスタ |  | フィリッポ・トゥラーティとアンドレア・コスタ |
| フィリッポ・トゥラーティとアンドレア・コスタ |  |                                              |

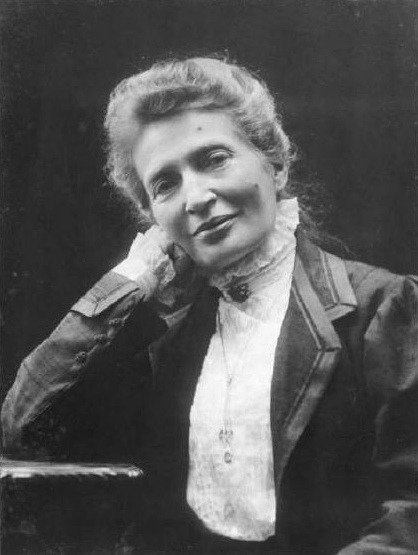
アンナ・クリショフ

1892年、ミラノに本拠を置く社会主義政党・イタリア労働党と、リミニを中心とするマルクス主義政党・イタリア革命社会党が合同し、ジェノヴァで結党された。労働党に所属する弁護士フィリッポ・トゥラーティ、革命社会党の政治運動家アンドレア・コスタ、ロシア系ユダヤ人の女性運動家アンナ・クリショフの3名が党指導者として運営を取り仕切った。アンナはトゥラーティの恋人としてコスタと引き合わせた人物であるが、同時に彼女はコスタの別居中の妻でもあり、三者は政治でも私生活でも複雑な三角関係にあった。
1895年、制限選挙であった王国代議員選挙で社会党は15議席を獲得した。イタリア統一戦争以来、イタリア王国議会は政治家達の緩やかな会派（歴史的右派、歴史的左派、歴史的極左）が主導していた。19世紀末のヨーロッパにおいては社会主義運動の隆盛が起きており、イタリア社会党もそうした潮流の中で設立された。既存の枠に収まらない新興政党は、伝統的な政治勢力から厳しい弾圧を受ける事となった。
20世紀に入ると徐々に政党制度が浸透して新党の立ち上げが続き、伝統会派も政党組織へ発展的に解消されていった。歴史的右派・左派が合流してイタリア自由連合となり、歴史的極左は独自にイタリア急進党を設立した。社会党も党勢拡大を続けて1909年イタリア総選挙では41議席を配分され、自由連合・急進党と並んで主要な政党となっていた。

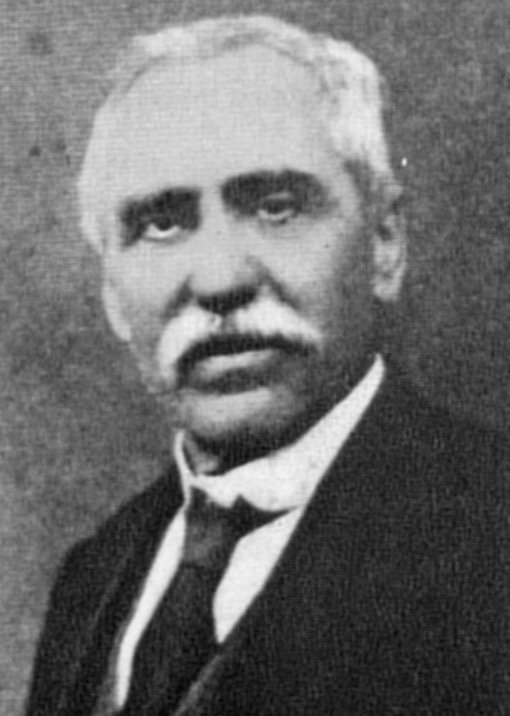
コンスタンティノ・ラザーリ

トゥラーティは社会民主主義を志向して暴力革命を遠ざけ、必要に応じて自由連合を率いるジョヴァンニ・ジョリッティ政権にも協力する穏健路線（改良主義）を取った。他にアナキスト勢力の除名なども行って安定した議会権力を社会党に齎したが、同時に党内の革命派にはトゥラーティへの不満が燻る事となった。社会党内の社会民主主義・改良主義勢力はトゥラーティを筆頭に労働組合と議員団を掌握して「最小綱領派」と呼ばれた。対する革命派・直接行動派は労働者出身のコンスタンティノ・ラザーリを中心に「最大限綱領派」として纏まり、イギリスの国際革命マルクス主義協会（ロンドン・ビューロー）と連携していた。

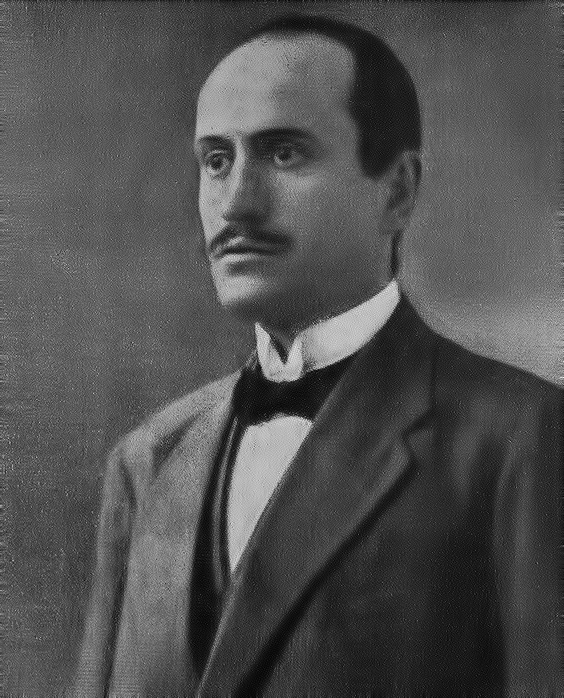
ベニート・ムッソリーニ

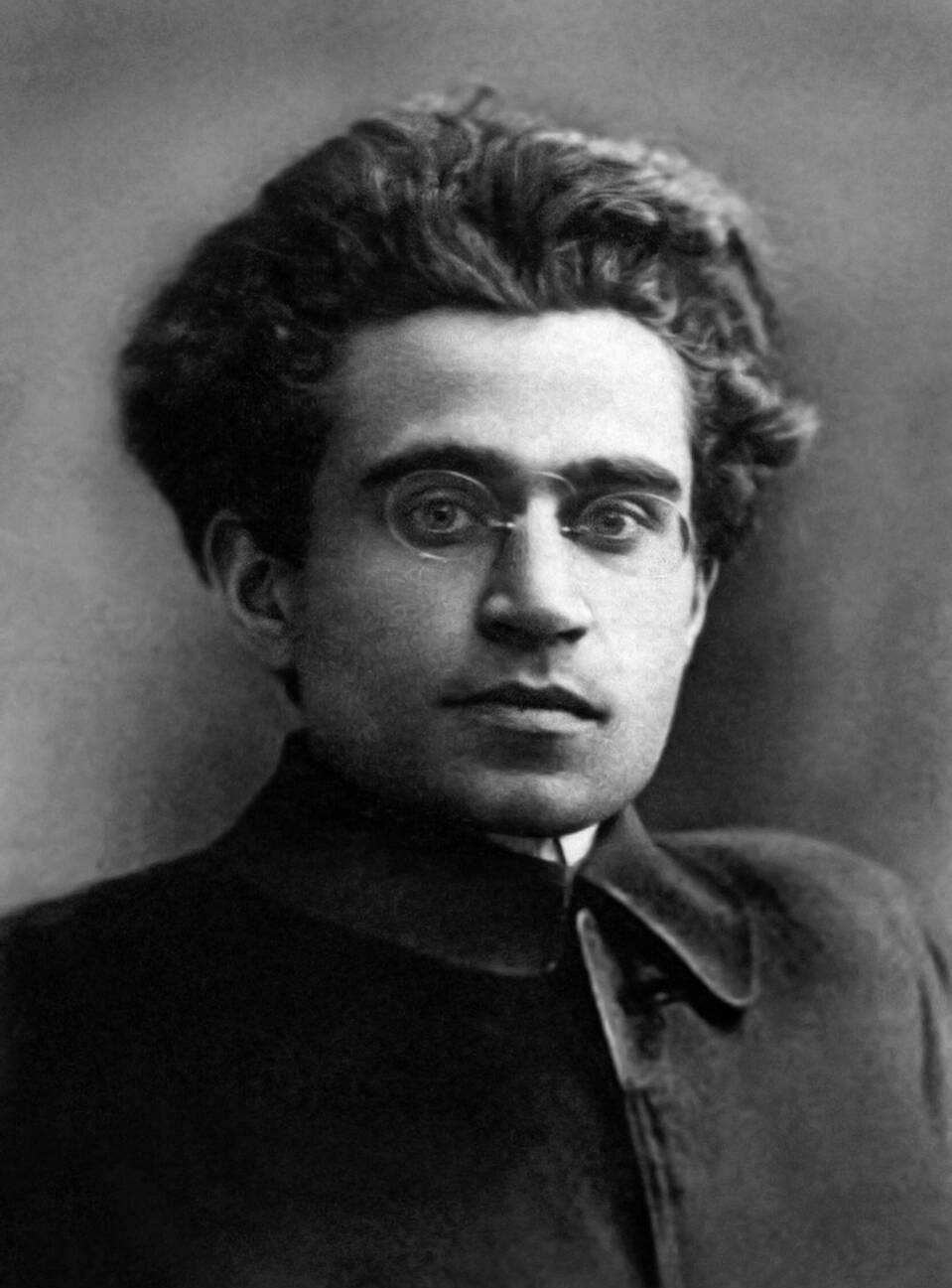
アントニオ・グラムシ

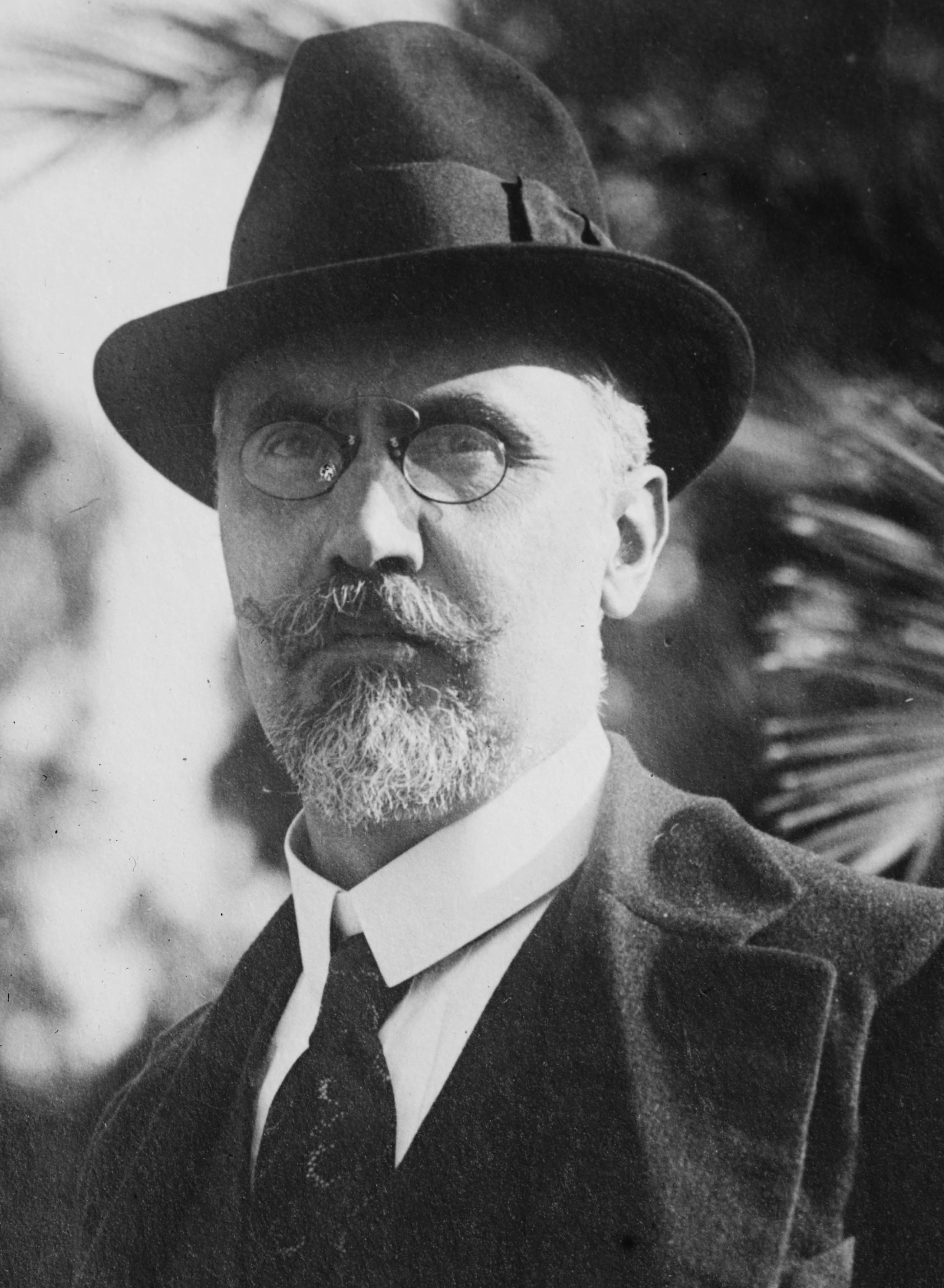
イヴァノエ・ボノーミ

党内対立に大きな影響を与えたのが教師出身の政治家であるベニート・ムッソリーニの入党であった。ムッソリーニは瞬く間に革命派の社会党員達から熱狂的な支持を集め、パルミーロ・トリアッティ、アントニオ・グラムシ、ニコラ・ボムバッチ、アンジェリカ・バラバーノフら最大限綱領派と連携して党大会で改良主義者を追放する動議を可決させた。1912年、動議を受けてレオニーダ・ビソラティやイヴァノエ・ボノーミら改良主義の社会党員らは離党して新たにイタリア改良主義社会党を設立し、ラザーリを筆頭とする革命派が主導権を奪取した。1913年イタリア総選挙で社会党は52議席に議席を増やしたが、次第に革命的サンディカリズム（ソレル主義）などに理解を示すムッソリーニやフィリッポ・コリドーニの一派は最大限綱領派の主流とは足並みが揃わなくなってきた。

### 二度の世界大戦

#### 相次ぐ党分裂

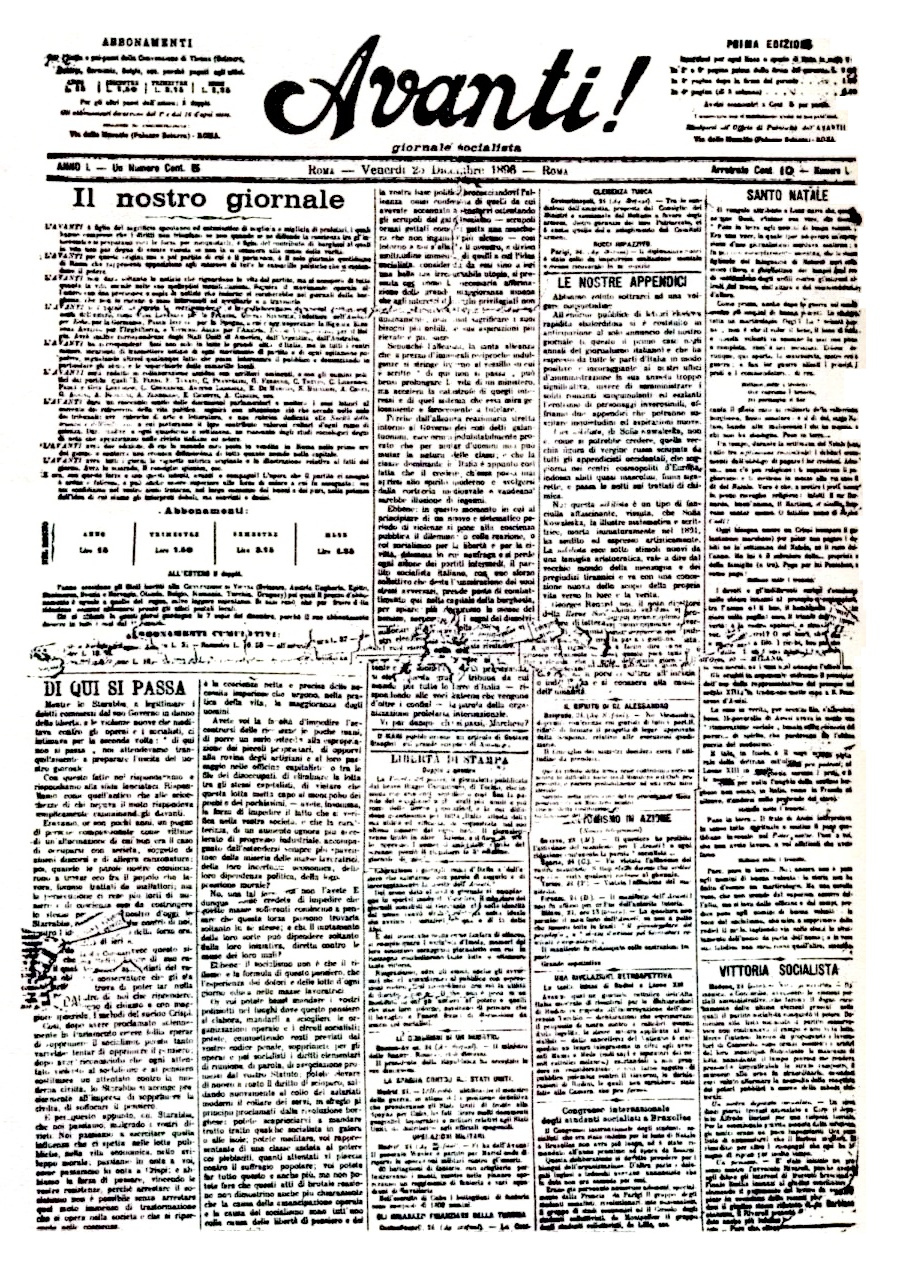
『アヴァンティ！』創刊号（1896年12月25日）

1914年、第一次世界大戦とその後の社会混乱はイタリア社会党を更なる岐路に立たせた。自国社会の防衛や領土獲得を肯定する社会愛国主義と平和主義を標榜する国際主義との対立はそのまま社会党主流と（先に離党していた）改良主義者やムッソリーニら直接行動派との対立に繋がった。改良主義者は早くも戦争協力への姿勢を鮮明にし、程無く刑期を終えて出獄したコリドーニがミラノの労働者に向けて参戦主義を煽動。国家サンディカリストや国家社会主義者、社会帝国主義の支持者をも糾合して革命行動ファッショを組織した。ムッソリーニは党機関紙『アヴァンティ！』の編集長として参戦主義の改良主義者を攻撃していたが、10月13日付紙面で参戦を階級闘争や革命に転化すべしと主張。これを切っ掛けとして15日に編集長を辞任すると、新たに参戦主義の新聞『イル・ポポロ・ディターリア』を創設し結果的に社会党からを除名されることになった。参戦主義者を追放した社会党は、軍務への不服従や脱走を呼び掛けた反戦主義的姿勢が戦争支持者から攻撃されたこともあって「参戦もせず妨害もせず」と中立の態度を取るのがやっとだった。
1917年、大戦で疲弊したロシア帝国で暴力革命による帝政廃止が成功し、ソビエト連邦が成立した事はブルジョア民主主義を否定する革命社会主義を勢い付かせた。社会党はひとまずソビエト連邦共産党を支持してブルジョワジーとの対決を声明したが、社会民主主義による議会活動も継続された。1918年、第一次世界大戦が協商国の勝利に終わり、イタリアは戦勝国となったが戦費負担や領土分配での不満などによって政府への不満が高まった。社会混乱が続く中で行われた1919年イタリア総選挙で社会党は労働者層の支持を集め、156議席を獲得して第1党に躍進した。新たに結党されたキリスト教民主主義政党・イタリア人民党も第2党となり、歴史的右派・左派からの伝統を持つ自由民主・急進派リストなどは大敗した。

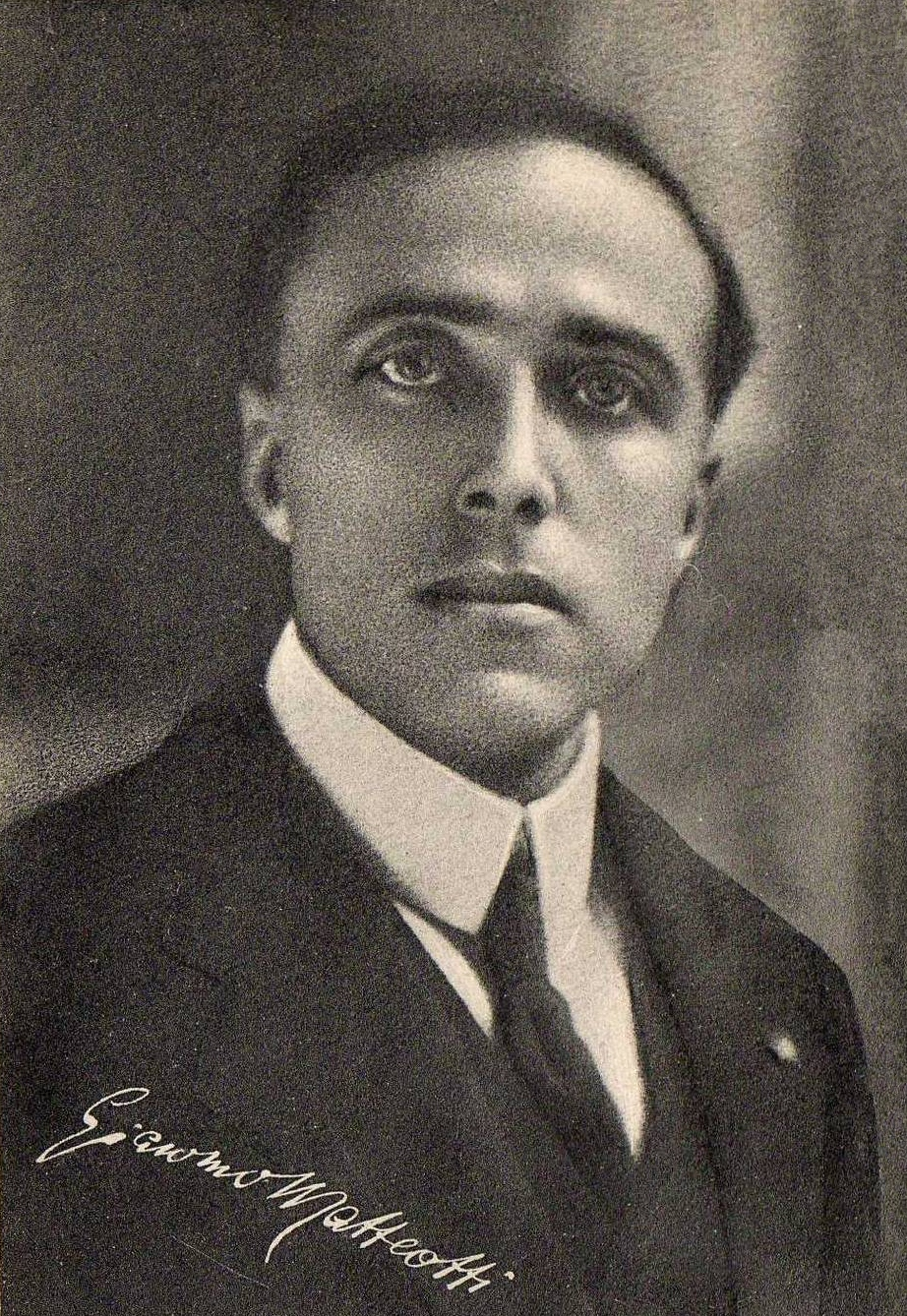
ジャコモ・マッテオッティ

イタリア政界に再編の波が訪れていたが、社会党は宗教政策などで人民党と対立して連立政権を組む事ができなかった。加えて自由民主・急進派リストやその他保守・中道の長老政治家達は革命を掲げる社会党を議会で孤立させる様に立ち回り、社会党は政権を獲得する事すらできなかった。党内では議席数の増加で力を取り戻した最小綱領派が組閣失敗の責任を革命主義に求め、逆に最大限綱領派はトリノ蜂起など武装蜂起に向けた準備を始めた。1921年、最大限綱領派は社会党を離党して共産主義を掲げるイタリア共産党を結党した。続いて1922年には最小綱領派でも最右派であったトゥラーティら社会民主主義派がソ連に批判された事で社会党を除名され、彼らはジャコモ・マッテオッティを中心にイタリア統一社会党を結党した。

#### ファシズムとの敵対
既に改良主義者や参戦論者のパージが続いた後であり、ラザーリら古参政治家と中道主義者だけが残った社会党は活力を失っていった。1921年イタリア総選挙で社会党は123議席に勢力を後退させた。この選挙ではジョリッティが自らの支持層や退役軍人・在郷軍人の組織更にはムッソリーニの国家ファシスト党などを纏めて政党連合・国民ブロックを結成し、社会党・人民党に次ぐ第3党だったもののその他の保守・中道党派や改良主義者の支持を得て多数派を確保した。新たな思想としてファシズムを掲げるムッソリーニは民族主義政党のイタリア・ナショナリスト協会と連合して国民ブロックの支持層を抑え、街頭でも対社会党・対共産党を掲げて白色テロを展開した。
ジョリッティ退陣後にボノーミ政権を経て国民ブロックと社会党のどちらにも与しない諸政党がルイージ・ファクタ政権を擁立した事に対し、国家ファシスト党は議会主義に見切りをつけてクーデターを実行した（ローマ進軍）。皮肉にも社会党を追放されたムッソリーニによってイタリアでの暴力革命が実現され、社会党は共産党と共に出し抜かれた。ムッソリーニの権力掌握後に行われた1924年の王国代議員選挙では社会党は共産党・改革派社会党・統一社会党と票を奪い合い、僅か22議席しか獲得できず24議席を獲得した統一社会党よりも後れを取る惨敗に終わった。選挙後に統一社会党のマッテオッティが暗殺されると人民党・共産党・改革派社会党・統一社会党と反ファシスト政党連合（アヴェンティーノ運動）を組んだが長くは持たず、国家ファシスト党以外の全政党は非合法化された。
非合法化から程無くラザーリは弾圧と困窮の中で死去し、党の指導層が（統一社会党に拠っていたトゥラーティも含めて）亡命の身となった事で国内に残ったアレッサンドロ・ペルティーニら若手の幹部らが主導権を握って頭角を現した。1930年、国家ファシスト党の一党独裁が承認された翌年、社会党は統一社会党と合流した。改良主義社会党は既に統一社会党と合流しており、反共・反ファシズムの社会主義者による統一戦線が構築された。1939年、第二次世界大戦が始まると、ドイツのナチ党政権と接近していた国家ファシスト党は枢軸陣営に参加して米英ソと対立した。社会党組織は米英の支援を受けつつ、ソヴィエトと結び付いていた共産党と協力関係を築いて反政府運動を展開した。大戦末期にはイタリア国民解放委員会（CLN）の中心を占め、特に北部では共産党とイタリア北部決起委員会（CLNAI）を結成してイタリア社会共和国及び共和ファシスト党と熾烈な内戦を繰り広げた。

### 冷戦期

#### 社共共闘の挫折
第二次世界大戦がファシスト政権の消滅と共和制移行（王政廃止）という結末を齎し、第一共和制を迎えたイタリア議会で社会党は115議席を獲得して第2党となった。第1党のイタリア・キリスト教民主党は旧・人民党の流れを汲んでおり、1924年以来の対立に回帰したと言えた。しかし明確に異なるのは104議席を得た共産党が第3党として躍り出た事であった。1930年から1940年にかけて労働社会主義インターナショナルに所属していた社会党は反共社会主義の部分を強く持ち、反共主義と反教権主義の間で揺れ動く事となった。世界的にも冷戦でソ連と対峙するアメリカがイギリス労働党に共産主義との対決を促しており、西側諸国最大の左派政党の動向はイタリア社会党にも影響を与えた。
| イタリア社会党書記長だったピエトロ・ネンニとイタリア共産党書記長だったパルミーロ・トリアッティ |  | イタリア社会党書記長だったピエトロ・ネンニとイタリア共産党書記長だったパルミーロ・トリアッティ |
| イタリア社会党書記長だったピエトロ・ネンニとイタリア共産党書記長だったパルミーロ・トリアッティ |  |                                                                                                |

共和政下で最初の社会党書記長に選出された社会党左派のピエトロ・ネンニが共産党との共闘を決定し、人民戦線政府の樹立を目指して国民民主戦線を結成した。旧統一社会党出身のジュゼッペ・サーラガトら社会党右派はこの決定を拒否して新たにイタリア民主社会党を結党した。1948年の選挙で民主戦線はキリスト教民主党の優勢を崩せず、同盟を解消した1953年の選挙では社民勢力の共倒れで共産党に多くの選挙区で敗北するなど、社会党に得る所は殆ど無かった。それでも社会党左派は方針を改めず東側諸国と友好を保ち、共産党との野党協力を続けていた。しかしソ連でのスターリン批判とフルシチョフ政権によるハンガリー動乱が発生、西側諸国の共産主義に著しい同様が走ると社会党でも反共社会主義が再び主導権を握る事となった。

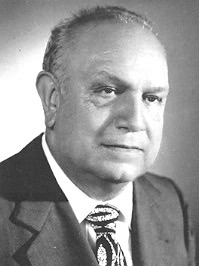
フランチェスコ・デ＝マルティノ

1963年、共産党との連合を支持してきたネンニに代わってフランチェスコ・デ＝マルティノが書記長となり、共産党と決別してキリスト教民主党・民主社会党・共和党と連立政権を樹立した。

#### クラクシ・ペルティーニ体制

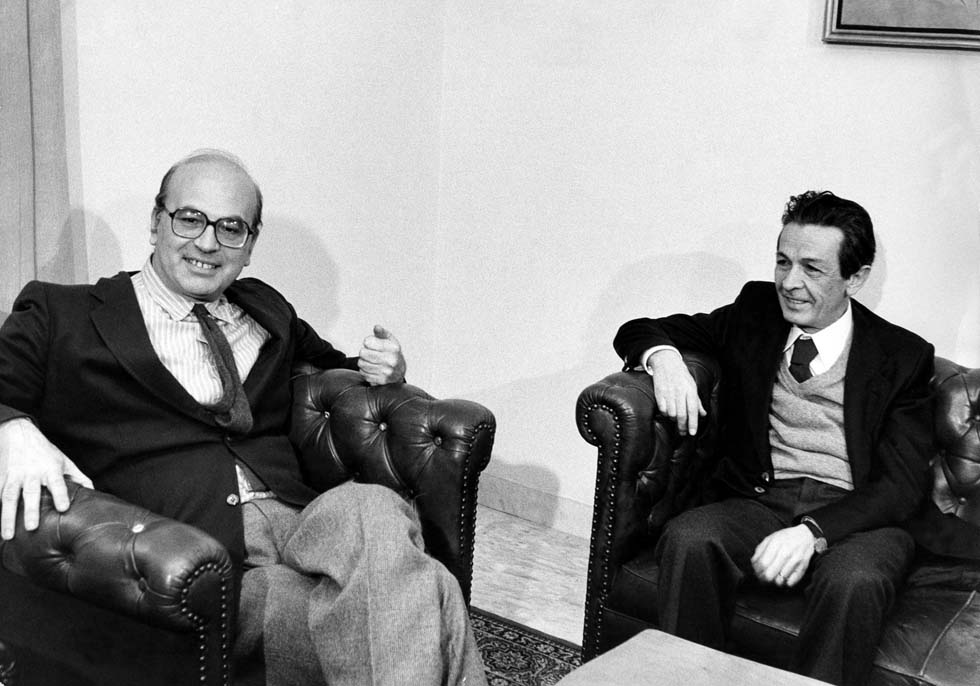
会談するベッティーノ・クラクシとエンリコ・ベルリンゲル

容共から反共に転じた社会党は1968年の選挙で民主社会党との選挙連合を組んで選挙に挑み、反共主義の観点からキリスト教民主党による長期政権を支援している。旧共和ファシスト党を前身とするイタリア社会運動が1973年の選挙で躍進して、キリスト教民主党が同運動と閣外協力を結んだ事も黙認した。見返りに福祉政策を働きかけ、キリスト教民主党が共産主義の封じ込めも兼ねて応じた事から北欧諸国に匹敵する重福祉や労働者の権利保護が実現した。
ユーロコミュニズムを標榜する共産党が1978年の選挙でキリスト教民主党と僅差にまで議席を増大させると、イタリアの赤化を恐れて政界はパニックに陥った。危機的状況に対して社会党書記長に抜擢された若手政治家のベッティーノ・クラクシは、再び共産党に与しかねない党内左派を一掃して社会党を中道左派政党へ転換させた。クラクシはリベラル勢力の結集を主張し、労働政策ではブルーカラーではなく中産階級のホワイトカラーの取り込みを重視し、経済政策についても部分的に資本主義や経済競争を肯定して大企業からの支持を取り付けた。党章はこれまでの「鎌と槌、太陽、本」のデザインから平和主義を意味するカーネーションと鎌と槌を合わせた物に変更した。

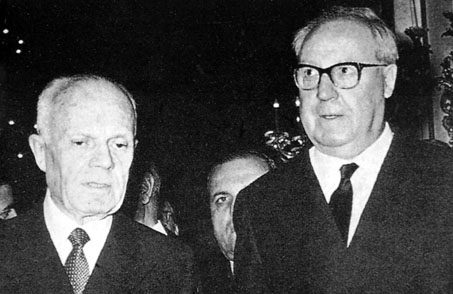
アレッサンドロ・ペルティーニとジュゼッペ・サーラガト

1978年にクラクシの後見を務めるペルティーニが社会党初の大統領に選出された。続く1979年の選挙で社会党は議席数を回復させ、左派票の一部が共産党に流れるのを阻止して共産政権成立の防波堤となった。1983年、キリスト教民主党と社会党の連立政権は反共主義の英雄であるクラクシを首相に指名し、大統領だけでなく首相も初めて社会党から選出される事となった。社会党出身の大統領・首相による政権を成立させ、クラクシ・ペルティーニ体制の社会党は結党以来の権勢を誇る事となった。穏健化も進んで1985年には党章から遂に「鎌と槌」も外され、カーネーションのみとなった。

### 現代

#### タンジェントポリ
冷戦崩壊後も与党化した社会党はキリスト教民主党との連立を維持して閣僚を送り出し続けた。権勢の影で大企業との結び付きや多数の汚職疑惑を抱えるキリスト教民主党の政治家ジュリオ・アンドレオッティとの協力体制が深まり、社会党も政治腐敗が取り沙汰され始めた。イタリア第一共和制において最大の政治汚職事件であり、今日の政界再編に繋がった「タンジェントポリ」（Tangentopoli、賄賂の町）と呼ばれる事件も社会党が発端となった。
1992年、社会党系の地方政治家マリオ・キエーサが清掃会社から賄賂を受け取った容疑で逮捕された。事件直後、キエーサの逮捕は些細な問題と看做されており、クラクシも汚職批判の声明を出して社会党は無関係である事をアピールした。しかし党から切り捨てられたと感じたキエーザが社会党の汚職を次々と内部告発すると疑惑は一挙に政権全体へ拡散した。アントニオ・ディ・ピエトロ検事らの特別捜査（マーニ・プリーテ）が開始され、捜査線上でイタリア南部のマフィア組織と政権与党の癒着が明らかになった。ジョヴァンニ・ファルコーネ検事、パオロ・ボルセリーノ検事の暗殺など犯罪組織の激しい抵抗が行われたが、結果として検察に対する国民的支持が集まった事で更に徹底して捜査が行われた。
折りしも結党100年目を迎えての代議院選挙で社会党は現有議席をほぼ維持したが、クラクシやアンドレオッティにまで捜査が達すると政権批判を抑え切れなくなった。アンドレオッティが首相を辞任した後も、クラクシは「社会党に対する政治的陰謀」と主張して検察の出頭要請を拒否し続けたが、1993年3月に社会党書記長を辞任した。同年にはサルヴァトーレ・リイナら犯罪組織の指導者が相次いで逮捕されて捜査は大詰めを迎えてクラクシの逮捕も目前に迫り、追い詰められた複数の社会党議員が自殺する騒動も発生した。疑惑の渦中で行われた1993年の統一地方選挙で社会党の得票率は3％に急落、各地で地方議席を失った。1994年、クラクシはチュニジアに政治亡命を申請して国外に脱出し、二度と帰国する事はなかった。
党指導者の汚職と亡命は社会党に決定的なダメージを与え、その打撃から立ち直る事は最早出来なかった。1994年イタリア総選挙で社会党は14議席のみを配分され、結党時の議席を下回るという厳しい審判を受ける事になった。

#### 解党
半壊状態であった社会党と対照的であったのが、冷戦終結後に社会民主主義への転向を行った共産党であった。左翼民主党を結成して（一部は共産主義再建党として転向を拒否）、同じく穏健化したイタリア社会運動（国民同盟に再編）、キリスト教民主党解散後に台頭したフォルツァ・イタリア、北部同盟などと並んで政界再編の中枢を成した。社会党は左翼民主党が主導する「革新連合」に加わり、フォルツァ・イタリア主導の政治連合（国民同盟と結んだ「善政の極」、北部同盟と結んだ「自由の極」）と対峙した。悪化した党のイメージを刷新しようと党章のデザインを細かく変更するなど努力を重ねたが、中道主義者の支持がフォルツァ・イタリアに流れてしまった事もあって党勢は上向かなかった。
1994年11月13日、社会党指導部は失われた信頼を取り戻す事は困難であるとして解党を決議した。選挙から8ヵ月後、結党から102年目にイタリア社会党は歴史から消滅した。

#### 後継政党
社会党の解散後、旧社会党系議員の一部はすぐに後継政党の設立に向けて動き出し、エンリコ・ボセッリを代表とする議員団がイタリア社会主義者を結党した。他に社会党の名称を残した新党として新イタリア社会党が結党された。イタリア社会主義者は左翼民主党と引き続き連携を続け、革新連合に代わる選挙連合「オリーブの木」にも加わり、1996年イタリア総選挙で与党に返り咲いた。一方の新社会党は左翼民主党への警戒感を持ち、むしろフォルツァ・イタリアと協力関係を結んだ。同党にはクラクシの実子であるヴィットーリオ・クラクシがイタリア社会主義者の離党後に参加している。
1998年、イタリア民主社会党と合流して党名をイタリア民主社会主義者に変更した際、カーネーションの党章を復活させた。2000年代には旧民主社会党の再分離や新社会党との対立や、左翼民主党（左翼民主主義者に党名変更）との協力を巡って混乱が続いた。イタリア急進主義者と政党連合「バラを握り締めて」を立ち上げ、2007年の選挙における左派政党連合「ルニオーネ」の勝利に貢献した。
総選挙後、ルニオーネが諸政党を統合して「イタリア民主党」を結党する構想を発表すると「バラを握り締めて」のメンバーらを中心にボセッリを書記長とするイタリア社会党の再結党が宣言された。2008年、再結党されたイタリア社会党は民主党への合流を拒否して単独で戦い、全議席を喪失した。ボセッリは書記長を退任し、民主党との協力路線に切り替えられた。2013年、左派連合の一員として3名の下院議員と4名の上院議員が当選し、久しぶりに議席が復活した。

## 沿革
- 1881年 - イタリア革命社会党（英語版）がリミニで結党。
- 1882年 - イタリア労働党（英語版）がミラノで結党。
- 1892年 - 革命社会党と労働党が合流してイタリア労働党をジェノヴァで結党。
- 1895年 - 下院選挙で議席獲得、国政に進出。
- 1912年 - 改良主義派が離党。イタリア改良主義社会党（英語版）を結党。
- 1914年 - 参戦主義派が離党。後年に国家ファシスト党を結党。
- 1919年 - ボローニャでの第16回党大会でプロレタリア独裁を党是とする党綱領を採択。
- 1921年 - 最大限綱領派が離党。イタリア共産党を結党。
- 1922年 - 最小限綱領派が離党。イタリア統一社会党（英語版）を結党。
- 1925年 - 非合法化され、解散を命じられる。
- 1945年 - 再結党。
- 1948年 - 共産党との選挙連合「国民民主戦線（英語版）」を結成。
- 1952年 - 反共主義派が離党。イタリア民主社会党を結党。
- 1963年 - 共産党との協力体制を解消。キリスト教民主党との連立政権に参加。
- 1981年 - 社会党出身の大統領としてアレッサンドロ・ペルティーニが選出される。
- 1983年 - 社会党出身の首相としてベッティーノ・クラクシが選出される。
- 1985年 - 党章から共産主義を想起させる鎌と槌を除去。
- 1992年 - タンジェントポリによりキリスト教民主党と並んで多数の汚職疑惑が発生。
- 1994年 - ベッティーノ・クラクシ元書記長がチュニジアに亡命。同年の総選挙で大敗を喫し、解党が決議。
- 2008年 - 後継政党の一部が合流してイタリア社会党を再結党。

## 党勢の推移

### 下院
| 選挙           | 当選/候補者 | 定数 | 備考     |
| -------------- | ----------- | ---- | -------- |
| 第18議会総選挙 | 06 / -      | 508  | 労働者党 |
| 第19議会総選挙 | 15 / -      | 508  | 社会党   |
| 第20議会総選挙 | 16 / -      | 508  |          |
| 第21議会総選挙 | 33 / -      | 508  |          |